# Yab-yum

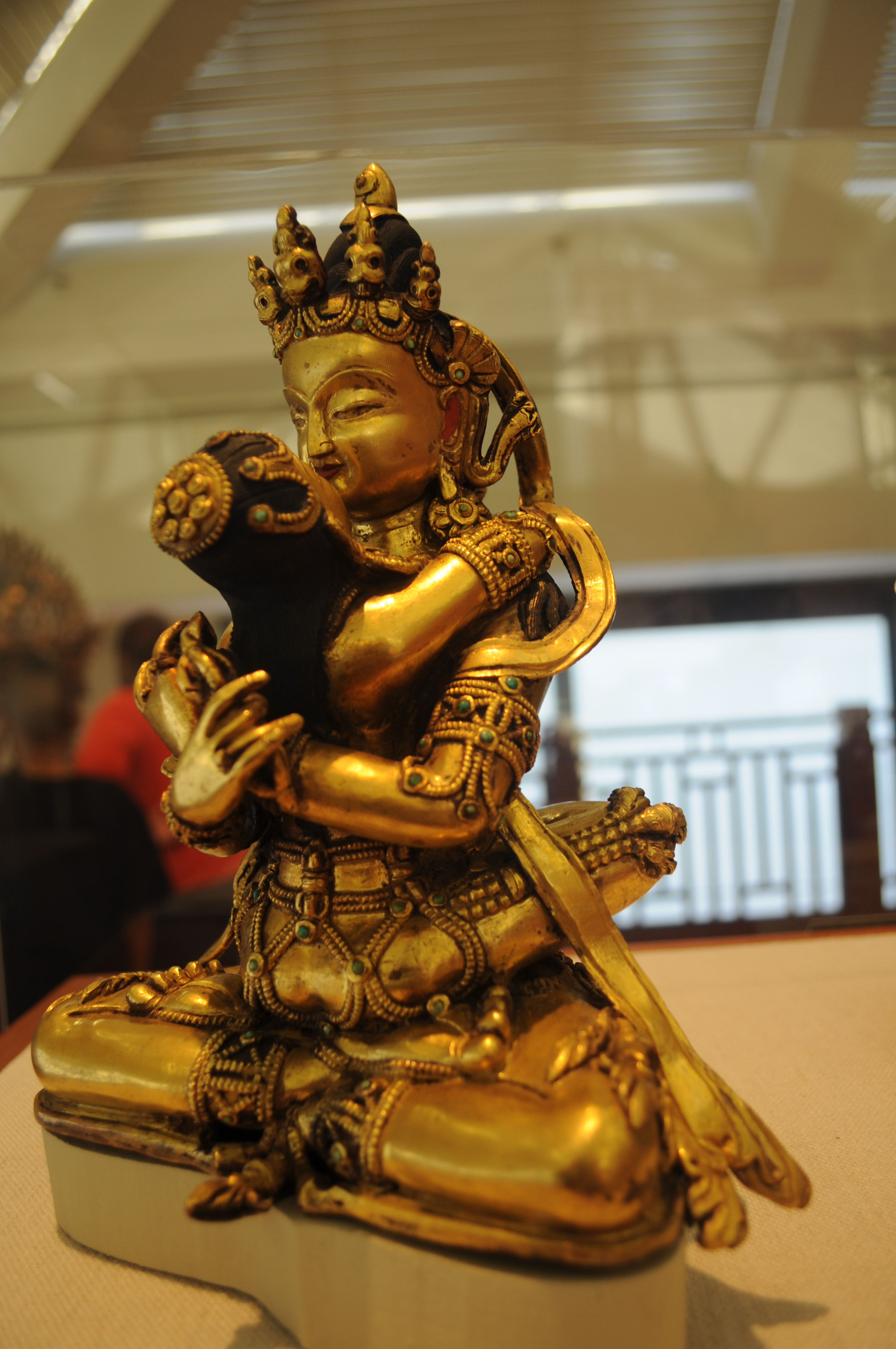
Vajradhara, en yab-yum avec sa parèdre Samantabhadrī, personnification de la Prajñāpāramitā

Yab-yum est un terme tibétain qui signifie « père-mère » et désigne l'union entre une divinité mâle (yab) et sa shakti ou parèdre (yum).

## Signification
Yab-yum est un couple de divinités du tantrisme tibétain couramment présent dans le bouddhisme vajrayana. Ils sont généralement représentés en position union du lotus symbolisant l'imbrication non-duelle des deux principes masculin (représentant la compassion, les moyens adaptés ou habiles ou méthode) et féminin (représentant la sagesse, la vacuité).
Le terme yabyum est d'ailleurs utilisé comme synonyme de la position de l'union du lotus. Pour les tibétains il y a dans le yab-yum deux suggestions : l'union sexuelle et l'union symbolique d’une vérité spirituelle profonde, la vérité de l’inséparable union de l’amour et de la sagesse. Ce symbolisme concerne donc le plus haut niveau d’expérience spirituelle, le niveau de l’éveil où finalement l’amour et la sagesse sont complètement intégrés. Il est évident que pour le moine ou la nonne cette union ne sera que symbolique.

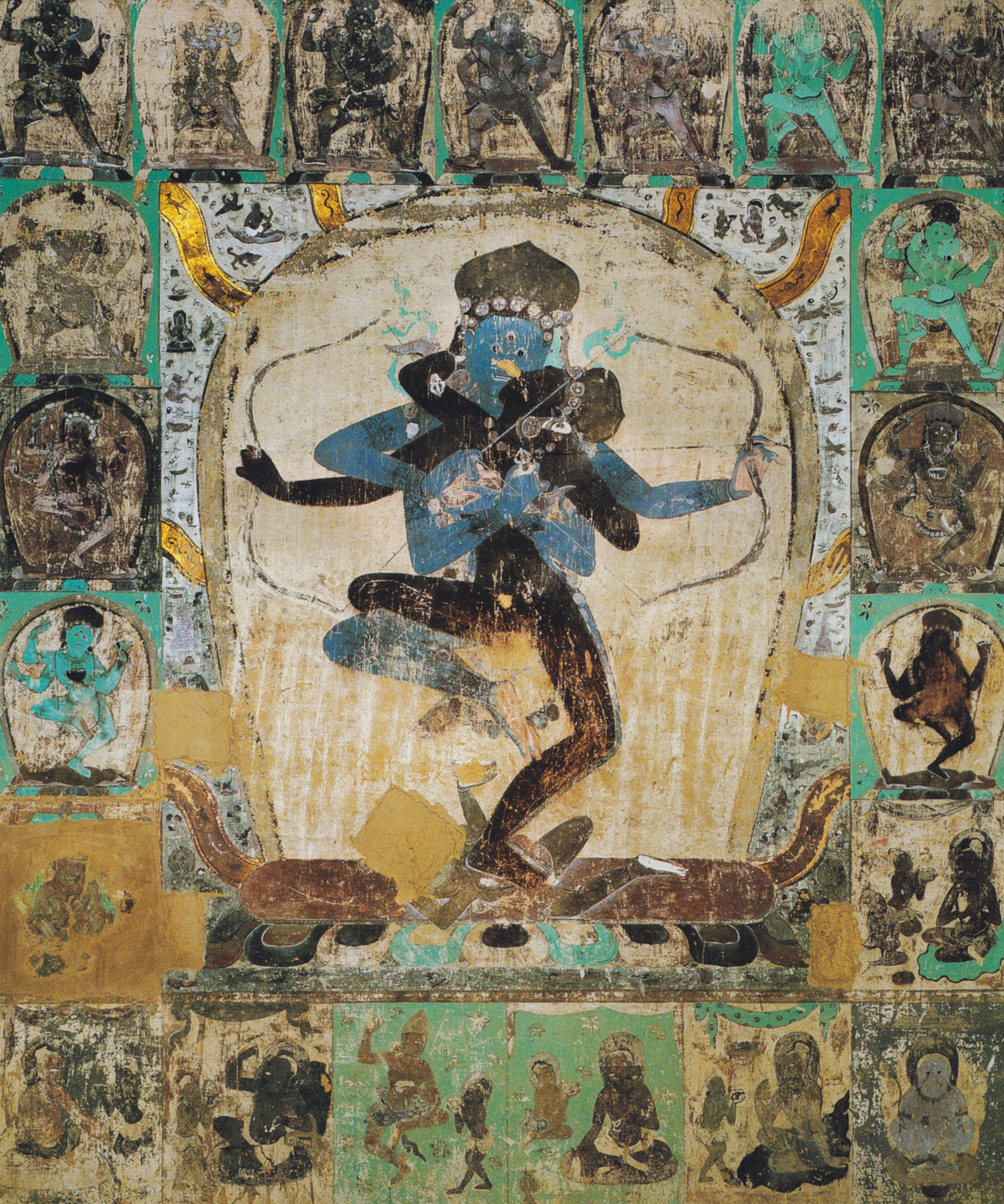
Vajra métamorphosable et Vidiarajni. Grottes de Mogao, no 465, paroi Sud.

## Origine
Le yab-yum tibétain provient d'Inde. La notion de yab-yum dans l'optique bouddhique est distincte de celle présentée dans l'hindouisme. Même si on peut trouver une certaine similarité dans l'iconographie, la vue bouddhique dans cette approche yab-yum est spécifique et distincte de l'approche hindouiste tantrique. L'identification à un aspect yab-yum vise comme support de méditation, essentiellement à se libérer de la souffrance et développer le potentiel d'éveil propre à chaque être. Il existe possiblement certains emprunts au tantrisme hindouiste, où l'on retrouve aussi ces divinités enlacées, la déesse représentée étant alors Shakti et son pendant masculin Shiva.